# Alaska (deutsche Band)
Alaska ist eine Hamburger Indie-Pop-Band, die 1994 unter dem Namen Mrs. Wallace gegründet wurde.

## Geschichte
Die Band wurde 1994 zunächst unter dem Namen Mrs. Wallace gegründet. Carsten Schreiber hatte bereits 1993 bei 50 000 000 Elvis Fans Can’t Be Wrong (Baby Trash) eine Veröffentlichung.
Mrs. Wallace veröffentlicht 1996 ihre EP Sense E.P., die von der Band selbstvermarktet und als Genre neben dem Indie-Pop auch dem Shoegaze zugeordnet wurde.
1998 schloss sich die Band dem Musiklabel Marsh-Marigold Records an, änderte den Namen in Alaska und veröffentlicht 1999 mit Kings of the Class die erste 7"-Vinyl-Single.
2005 erschien mit Nouveau Liberty das Debüt-Album der Band. Das Video zur Single She Was a Rockstar erschien im selben Jahr auf SPEX DVD #04.
2014 erschien das zweite Album These Sacred Floors und wurde mit der Besetzung Martens, Menck, Lienke, Schmieder, Steffens eingespielt. Carsten Lienke ist Bassist bei The Convent und war 2002 Schlagzeuger bei Connery, zusammen mit Björn Steffens, der Keyboard und Gitarre spielte.
2018 folgte die 12"-Vinyl Whitewash the Tidemarks, bei der Stephan Dublasky die E-Gitarre übernahm.

## Diskografie

### Alben
- 2005: Nouveau Liberty (CD, Marsh-Marigold Records)
- 2014: These Sacred Floors (CD, Marsh-Marigold Records)

### Singles und EP
- 1996: Mrs. Wallace - Sense E.P (Selbstvermarktung)
- 1999: Kings of the Class (7"-Vinyl, Marsh-Marigold Records)
- 2018: Whitewash the Tidemarks (12"-Vinyl EP, Marsh-Marigold Records)

### Kompilationsbeiträge
- 2000: Alaska auf Under the Influence of Bad Weather - A Fieberkurve-Compilation Vol. 6 (CD, Fieberkurve Records)
- 2004: Kings of the Class und Manège Fou auf The 3rd Marsh-Marigold Review, Various (CD, Compilation, Marsh-Marigold Records)
- 2005: She Was a Rockstar auf  Various – Indietracks 2009: An Indiepop Compilation  (2xCD, Make Do and Mend, MEND003, Compilation UK)

### Videos
- 2005: She Was a Rockstar auf Various - SPEX DVD #04 (DVD Promo, Spex)
- 2014: Timefreak (Video, Marsh-Marigold Records)